# Кьесе, Карлос
Карлос Альберто Кьесе Вьеснер (исп. Carlos Alberto Kiese Wiesner; род. 1 июня 1957, Тебикуари, департамент Гуайра) — парагвайский футболист и футбольный тренер. В 1979 году выиграл с асунсьонской «Олимпией» Кубок Либертадорес, Межконтинентальный кубок, Межамериканский кубок, чемпионат Парагвая, и одновременно со сборной страны — Кубок Америки. Один из самых выдающихся футболистов Парагвая и Южной Америки второй половины 1970-х и первой половины 1980-х годов. По окончании карьеры футболиста работал тренером.

## Карьера
Карлос Кьесе родился в малонаселённом регионе в центре Парагвая в местечке Тебикуари департамента Гуайра. Старший брат Карлоса, Уго Энрике Кьесе (1954 года рождения), в составе сборной Парагвая принимал участие в Кубке Америки 1975 года, отборочных играх к чемпионату мира 1978 года. Карлос и Уго дебютировали за «Олимпию» в 1975 году, однако Уго через год уехал играть в Мексику, где стал одной из легенд «Америки». Карлос же остался в «Олимпии», с которой выиграл 6 титулов чемпиона Парагвая.
В 1979 году Карлос Кьесе выиграл с «Олимпией» Кубок Либертадорес, а затем, обыграв по сумме двух матчей финалиста Кубка европейских чемпионов «Мальмё» (победитель, «Ноттингем Форест», отказался играть), завоевал Межконтинентальный кубок. Впоследствии «Олимпия» выиграла и значительно менее престижный Межамериканский кубок.
Параллельно Карлос выступал в сборной Парагвая. В том году Кубок Америки разыгрывался без единой страны-организатора, все стадии турнира проходили по олимпийской системе на вылет — дома и в гостях и продолжался с июля по декабрь. Поэтому в составе сборных участвовало довольно большое количество игроков. Так, победителями Кубка Америки стали сразу 32 футболиста. Кьесе провёл стартовую встречу в гостях против Эквадора, пропустил следующие 4 матча, а затем вернулся в сборную на решающие игры — ответный полуфинал и финальные матчи. В первой игре полуфинала в Асунсьоне парагвайцы обыграли сборную Бразилии 2:1, а уже с Кьесе в составе смогли 31 октября сдержать на Маракане хозяев поля, сыграв с ними вничью 2:2 и выйдя, таким образом, в финал. Для определения чемпиона потребовалось провести три игры. На Дефенсорес дель Чако «альбирроха» разгромила сборную Чили со счётом 3:0, затем чилийцы взяли реванш на Национальном стадионе в Сантьяго, но всего лишь со счётом 1:0. Третья игра прошла на Хосе Амальфитани в Буэнос-Айресе, но голов в ней так и не было забито, поэтому Парагвай был объявлен чемпионом за счёт лучшей разницы мячей в финальных матчах. Карлос Альберто Кьесе провёл без замен все 5 игр в том розыгрыше, внеся значительный вклад в победу сборной Парагвая в Кубке Америки. Таким образом, Кьесе стал одним из восьми игроком «Олимпии», которые выиграли в 1979 году абсолютно все турниры в мировом футболе, в которых принимали участие.
В 1980 году за 30 миллионов крузейро Карлос Кьесе был продан в «Гремио», однако он так и не смог оправдать вложенных денег и адаптироваться к местному футболу. Спустя год Кьесе вернулся в «Олимпию», где играл до 1984 года. Последнюю игру за сборную Кьесе провёл в 1983 году. Затем недолго выступал за «Либертад», аргентинский «Индепендьенте», «Серро Портеньо», а завершил карьеру футболиста в 1986 году в «Боливаре».
Затем Кьесе работал в качестве тренера. В 1991 году возглавлял сборную Парагвая на Кубке Америки, в 1996 году привёл «Серро Портеньо» к чемпионскому титулу в Парагвае. Много раз возглавлял «Олимпию». В основном работал с парагвайскими командами, а в 1999 году тренировал клуб своего старшего брата, получившего мексиканское гражданство, «Америку».

## Титулы и достижения

### Как игрок
- Чемпион Парагвая (6): 1975, 1978, 1979, 1981, 1982, 1983
- Победитель Кубка Америки (1): 1979
- Победитель Кубка Либертадорес (1): 1979
- Победитель Межконтинентального кубка (1): 1979
- Победитель Межамериканского кубка (1): 1979

### Как тренер
- Чемпион Парагвая (1): 1996